# Senusret I

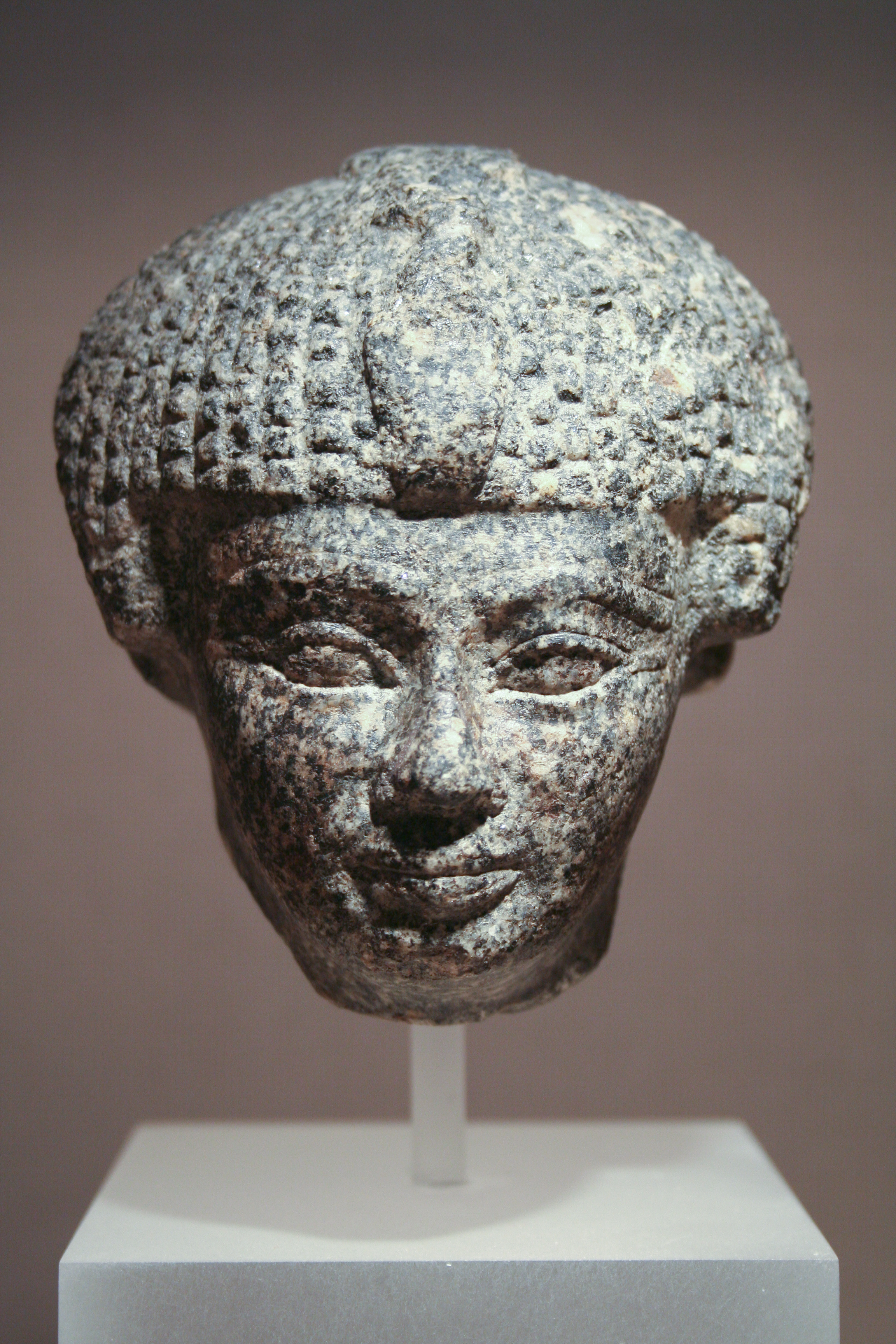
Senusret I

Senusret I, en äldre stavning är Sesostris, var en fornegyptisk farao av den tolfte dynastin vars regeringstid var 1956 f.Kr. till 1911/1910 f.Kr.
Senusret I var son till farao Amenemhet I och drottning Nefertatenen. Han regerade först i tio år som samregent med sin far, tills denne blev mördad. Senusret I lät uppföra sin pyramid i Lisht bredvid faderns pyramid. Han efterträddes av sin son Amenemhet II.